# Vincent Desharnais
Vincent Desharnais, född 29 maj 1996, är en kanadensisk professionell ishockeyback som är kontrakterad till Vancouver Canucks i National Hockey League (NHL).
Han har tidigare spelat för Edmonton Oilers i NHL och Wichita Thunder i ECHL och Providence Friars i National Collegiate Athletic Association (NCAA).
Desharnais draftades av Edmonton Oilers i sjunde rundan i 2016 års draft som 183:e spelare totalt.

## Statistik
| 2010–2011   | Patriotes de Laval  |             | 31  | 3 | 7  | 10 | 14  | —  | — | — | — | — |
| 2011–2012   | Team Ulysse         |             | 56  | 1 | 6  | 7  | —   | —  | — | — | — | — |
| 2012–2013   | Team Ulysse         |             | 56  | 4 | 12 | 16 | —   | —  | — | — | — | — |
| 2013–2014   | Northwood Huskies   |             | 37  | 5 | 16 | 21 | —   | —  | — | — | — | — |
| 2014–2015   | Chilliwack Chiefs   | BCHL        | 54  | 1 | 4  | 5  | 52  | 12 | 1 | 7 | 8 | 0 |
| 2015–2016   | Providence Friars   | NCAA        | 19  | 1 | 1  | 2  | 8   | —  | — | — | — | — |
| 2016–2017   | Providence Friars   | NCAA        | 32  | 2 | 1  | 3  | 22  | —  | — | — | — | — |
| 2017–2018   | Providence Friars   | NCAA        | 38  | 0 | 11 | 11 | 36  | —  | — | — | — | — |
| 2018–2019   | Providence Friars   | NCAA        | 42  | 5 | 8  | 13 | 32  | —  | — | — | — | — |
| 2019–2020   | Bakersfield Condors | AHL         | 6   | 0 | 0  | 0  | 7   | —  | — | — | — | — |
|             | Wichita Thunder     | ECHL        | 31  | 0 | 13 | 13 | 24  | —  | — | — | — | — |
| 2020–2021   | Bakersfield Condors | AHL         | 37  | 0 | 10 | 10 | 36  | 6  | 0 | 1 | 1 | 6 |
|             | Wichita Thunder     | ECHL        | 6   | 0 | 4  | 4  | 14  | —  | — | — | — | — |
| 2021–2022   | Bakersfield Condors | AHL         | 66  | 5 | 22 | 27 | 55  | 5  | 0 | 1 | 1 | 2 |
| 2022–2023   | Edmonton Oilers     | NHL         | 1   | 0 | 0  | 0  | 2   | —  | — | — | — | — |
|             | Bakersfield Condors | AHL         | 13  | 0 | 2  | 2  | 19  | —  | — | — | — | — |
| NHL totalt  | NHL totalt          | NHL totalt  | 1   | 0 | 0  | 0  | 2   | —  | — | — | — | — |
| AHL totalt  | AHL totalt          | AHL totalt  | 122 | 5 | 34 | 39 | 117 | 11 | 0 | 2 | 2 | 8 |
| ECHL totalt | ECHL totalt         | ECHL totalt | 37  | 0 | 17 | 17 | 38  | —  | — | — | — | — |
| NCAA totalt | NCAA totalt         | NCAA totalt | 131 | 8 | 21 | 29 | 98  | —  | — | — | — | — |